# Jardín de Bartram
El jardín de Bartram (en inglés, Bartram's Garden) es un jardín de los Estados Unidos localizado en la ciudad de Filadelfia. Tiene 18 hectáreas (45 acres) de extensión, que incluyen a un jardín botánico y a un arboretum históricos (8 acres, creados en 1728). Se encuentra incluido en el National Register of Historic Places.

## Localización
Se encuentra ubicado cerca de la intersección de las calles 54th Street y Lindbergh Boulevard, en Filadelfia, Pensilvania.
Los jardines están abiertos al público diariamente excepto en vacaciones. Hay que pagar una pequeña tarifa por entrar, los niños menores de 12 años entran gratis.

## Historia
El jardín está en el lugar donde tenía su casa y granja de piedra el conocido botánico americano John Bartram en río Schuylkill. Bartam construyó la casa original entre 1728-1731, después la amplió en gran medida y agregó su fachada tallada entre 1740-1770. Todavía permanece la casa, al igual que su jardín original (de 1728) que contiene especies nativas de plantas herbáceas y arboladas. Todas fueron enumeradas en el catálogo de Bartram y en las ediciones siguientes.

## Colecciones
El jardín alberga a tres árboles notables:

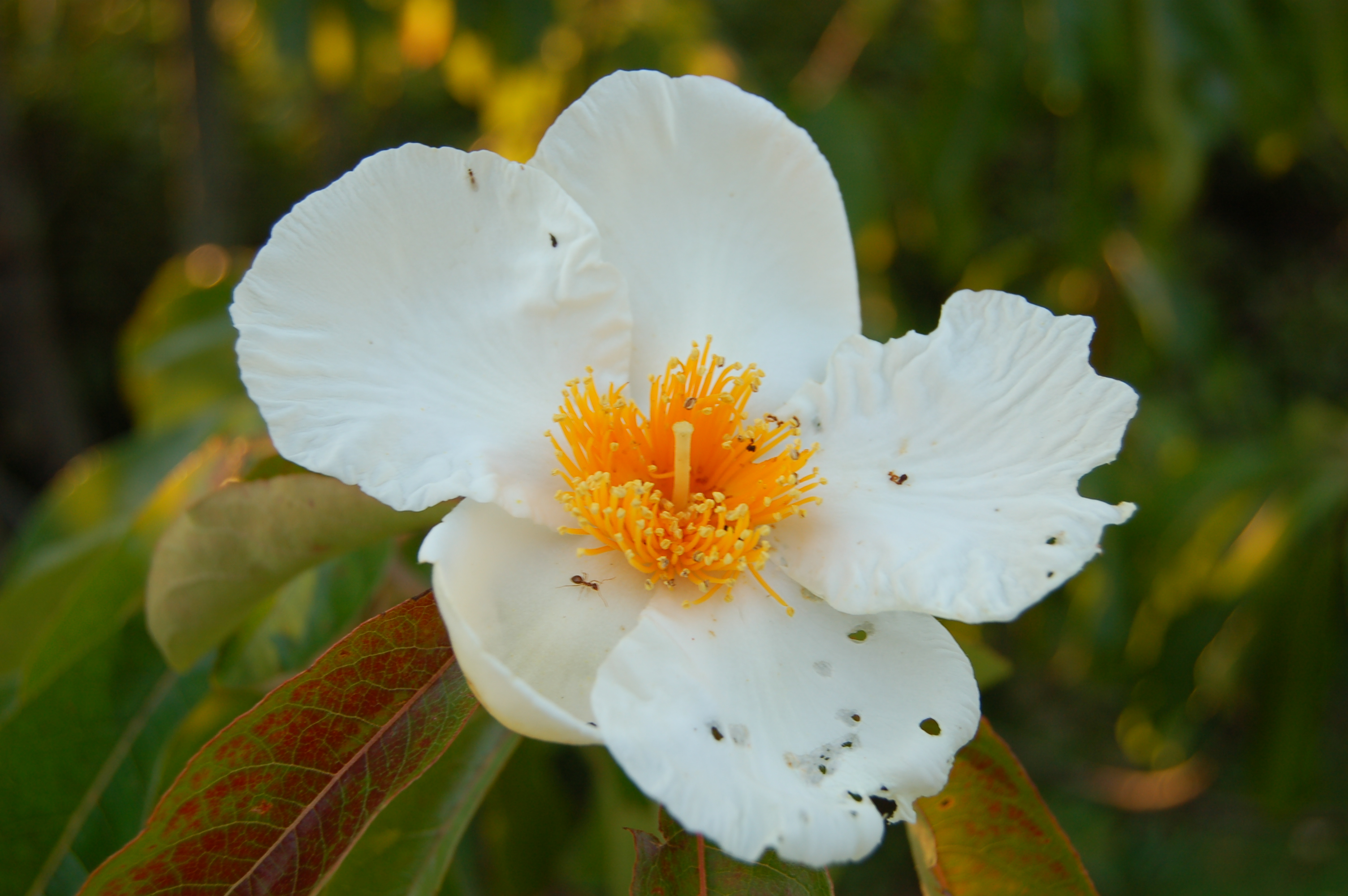
Flor de Franklinia alatamaha, una de las plantas más conocidas del jardín botánico.

- Franklinia alatamaha - John y William Bartram descubrieron a un pequeño grupo de estos árboles en 1765 cerca del río Altamaha en Georgia. William recogió semillas que posteriormente fueron traídas al jardín para su propagación, y nombró el árbol en honor del amigo de John Bartram, Benjamín Franklin. El Franklinia fue visto en estado salvaje por última vez en 1803. Todos los Franklinia que crecen actualmente descienden de estos distribuidos y propagados por los Bartrams, y se les acredita como los salvadores que evitaron su extinción.

- Cladrastis kentukea - Un notable ejemplar y venerable árbol, posiblemente colectado por el explorador y buscador de plantas francés André Michaux en Tennessee o quizá Kentucky, y enviado a William Bartram en la década de 1790.

- Gingko biloba - Este gingko macho se cree que es el último de los tres gingkos originales introducidos en EE. UU. procedentes de China, via Londres, en 1785.